# Габриеле Петкевичайте-Бите
Габриеле Петкевичайте-Бите (на литовски: Gabrielė Petkevičaitė-Bitė) е литовска педагожка, писателка и активистка. Псевдонимът ѝ Бите (Пчела) впоследствие става част от името ѝ. Окуражена от Повилас Вишинскис тя се присъединява към обществения живот и започва своята кариера на писателка през 1890 г. Тя е основателка и председател на обществото Жибурелис, което се опитва да осигури финансова подкрепа на студентите. Освен това е един от редакторите на вестника Лиетувос жиниос и активен член на женското движение. През 1920 г. е избрана в Учредителното събрание на Литва и председателства първата сесия. Нейното реалистко писане се центрира около негативното влияние на социалното неравенство. Най-голямото ѝ произведение двутомният роман Ad astra (1933) изобразява появяващото се Литовско национално възраждане. Заедно с Жемайте написва няколко пиеси. Дневникък, който си води Петкевичайте по време на Първата световна война е публикуван два пъти през 1925 – 1931 и 2008 – 2011. Нейна братовчедка е София Сметониене, съпруга на първия президент на Литва.

## Биография

### Детство и образование
Петкевичайте е родена в имението Пузинишкис в семейството на литовски благородник. Баща ѝ, възпитаник на Киевския университет, е лекар и става директор на болницата в Йонишкелис. Той симпатизира на руските народници, които наблягат на служба в услуга на обикновените хора. Когато Петкевичайте е на 9 години, майка ѝ умира от тиф и като най-голямото дете започва да гледа петте си братя, въпреки собственото си увреждане (изкривен гръбначен стълб). Дълг и служба към другите продължава да бъде значителна част от живота и работата на Петкевичайте. Тя получава своето образование в домашни условия от Лауринас Ивинскис (в периода 1866 – 1868) и други частни наставници. След като завършва частно девическо училище в Йелгава (на немски: Dorotheen-Töchterschule) през 1878 г. Петкевичайте започва работа с баща си в аптека и частно преподава литовски език, нарушавайки по този начин Литовската забрана на пресата. Тя иска да продължи образованието си и да учи математика в университета, но баща не ѝ позволява. Това я кара да се чувства в капана на провинциалния живот, от семейните задължения и управлението на имението. През 1885 г. завършва курсове по пчеларство в Делтува и дори написва малка книга относно отглеждането на пчели през 1889 г., която не е публикувана.

### Обществена работа в Руската империя
Първата ѝ статия е публикувана във Варпас пред 1892 г. и се занимава с женски въпроси. През 1893 г. тя създава обществото Жибурелис, за да осигури финансова подкрепа на студенти и да стане негова движеща сила. През 1894 г. се запознава с Повилас Вишинкис, който ѝ дава Piršlybos (Предложението), първият ръкопис от Жемайте. Творбата е редактирана от Йонас Яблонскис по отношение на граматиката правописа и публикуването ѝ стартира писателската кариера на Жемайте. След смъртта на Винкас Кудирка, Петкевичайте редактира редовната колонка във Варпас. Освен това е член на Руското имперско географско дружество и допринася със статии по етнографски теми.
През 1905 г. тя посещава Великият сейм на Вилнюс, който решава да изиска по-широка политическа автономия за Литва в рамките на Руската империя. Тя е една от организаторките и председател на първия Конгрес на литовските жени през 1907 г. и помага в организирането на Литовския женски съюз. Конфликтът на Петкевичайте и други по-либерални активисти с литовското духовенство води до създаването на отделна католически ориентирана Литовска католическа женска организация. През декември 1908 г. заедно с Жемайте участва в първия Всеруски женски конгрес организиран от Лигата за женско равенство. Там тя чете доклад за семейния и обществен живот на литовските жени в селата и градовете. Разширеният доклад е публикуван в Литва през 1910 г.
След смъртта на баща си Петкевичайте живее във Вилнюс, но семейните задължения я следват – тя трябва да се грижи за трите ѝ племенника и сирак, който семейството осиновява. Във Вилнюс работи като част от редакторския екип на Лиетувос жиниос. От 1911 до 1912 г. е редактор на Жибуте, притурка с либерална насоченост на Лиетувос укининкас, която е насочена към жените. Общо написва около 400 статии за различни вестници. По време на Първата световна война Петкевичайте се връща в дома си от детството си. Завършва курсове за асистентка на лекар и според желанието на баща си помага на болните. По време на войната си води дневник, който за първи път е публикуван през 1925 и 1933 г. В дневника тя изразява подкрепата си за Хуго Хаасе и Германската социалдемократическа партия.

### Обществена работа в независима Литва
През май 1920 г. е избрана в Учредителното събрание на Литва и става втория най-възрастен член на събранието (най-стария Симон Розенбаум не говори литовски), като е негов председател на първата сесия преди да бъде избран постоянен председател. Четири месеца по-късно напуска събранието. През юни 1920 г. посещава Осмата конференция на Международния женски суфражистки алианс в Женева. През 1919 г. по покана на Жуозас Балчиконис започва да преподава в гимназията Паневежис. Там преподава литовски език, литература, древна история, както и полски и немски език. Заедно с Жуозас Зикарас, Петкевичайте създава училищна униформа за момичета, която скоро е приета в национален мащаб и е променена чак през 1990 г. Нейните бележки от класната стая по отношение на световна литература са развити и публикувани през 1922 и 1924 г. в двутомен учебник за училищата.
През 1924 г. Петкевичайте напуска учителската си работа поради влошено здраве. След това се оттегля от обществения живот, но продължава да пише. През 1927 г. предлага да се създаде Литовски женски съвет, обща организация, която да обединява всички женски организации в Литва. Като признание за нейните постижения тя е наградена два пъти през 1929 и 1936 г. с Ордена на Великия литовски княз Гедиминас. Умира на 14 юни 1943 г. в Паневежис. През 1968 г. къщата ѝ е превърната в мемориален музей, но е затворена през 2010 г. През 2011 г. Сейма в Литва създава мемориален медал на нейно име, с който се награждават граждани за изключителни постижения в обществения и културен живот.

## Кариера като писателка
Петкевичайте започва да допринася за новините на Варпас през 1890 г. (след като прочита оплакване от Винкас Кудирка, че на вестника му липсват кореспонденти). Първият ѝ литературен опит е публикуван в периодични издания (1894), а по-късно и в самостоятелни работи (1900). Писането ѝ се центрира около социалното неравенство и принадлежи към движението на литературния реализъм. Тя вижда неравенството като причина за икономическото страдание и упадъка на морала, но вярва, че възхода на хуманизма би излекувал нещастието. Петкевичайте често показва контраста между хармонията, която се открива в природния свят и дисфункционалните социални класи. Кратката история Dievui atkišus (Предложи го на Бог) за момиче, прелъстено от земевладелец е една от най-силните и социални истории. Нейният роман в две части Ad astra (1933) изобразява възхода на национално съзнание по време на Литовското национално възраждане, но не е добре приет от критиците поради сантименталния си тон и ироничното охарактеризиране на героите. Дневникът ѝ, писан по време на Първата световна война, изразява желанието ѝ за красота, мир и идеално човечество. Дневникът ѝ е добър пример за романтични опити за бягство от ежедневната мизерия в перфектния свят на природата и изкуствата.
През 1899 г. Петкевичайте заедно с Повилас Вишинскис е сърежисьор на първата пиеса на литовски езикAmerika pirtyje (Америка в банята) в Паланга. Окрилена от успеха Петкевичайте обединява сили с друга жена-писателка Жемайте и написват няколко пиеси под общия псевдоним Dvi Moteri (Две жени), като тук се включват Velnias spąstuose (Дяволът в капан, 1902), Kaip kas išmano, taip save gano (Всеки за себе си, 1904), Parduotoji laimė (Продадено щастие, 1905), Dublynė (Блатото, 1912) и други.